# Камакви
Камакви  (англ. Kamakwie) — город на севере Сьерра-Леоне, на территории Северо-Западной провинции. С 2017 года административный центр округа Карине в вождестве Селла Лимба. Население на конец 2010 года составляет 8098 человек.

## История

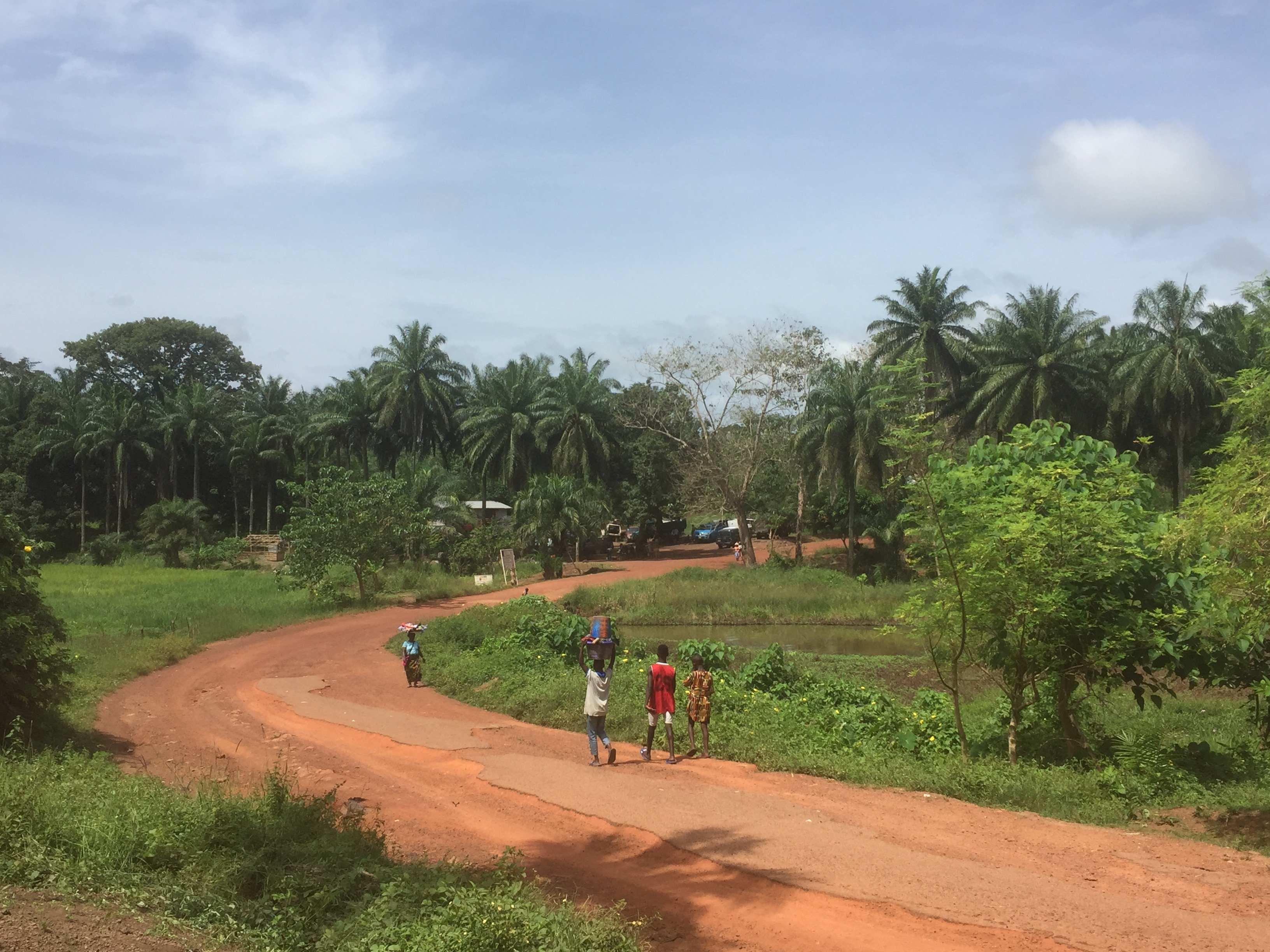
Улица Камакви

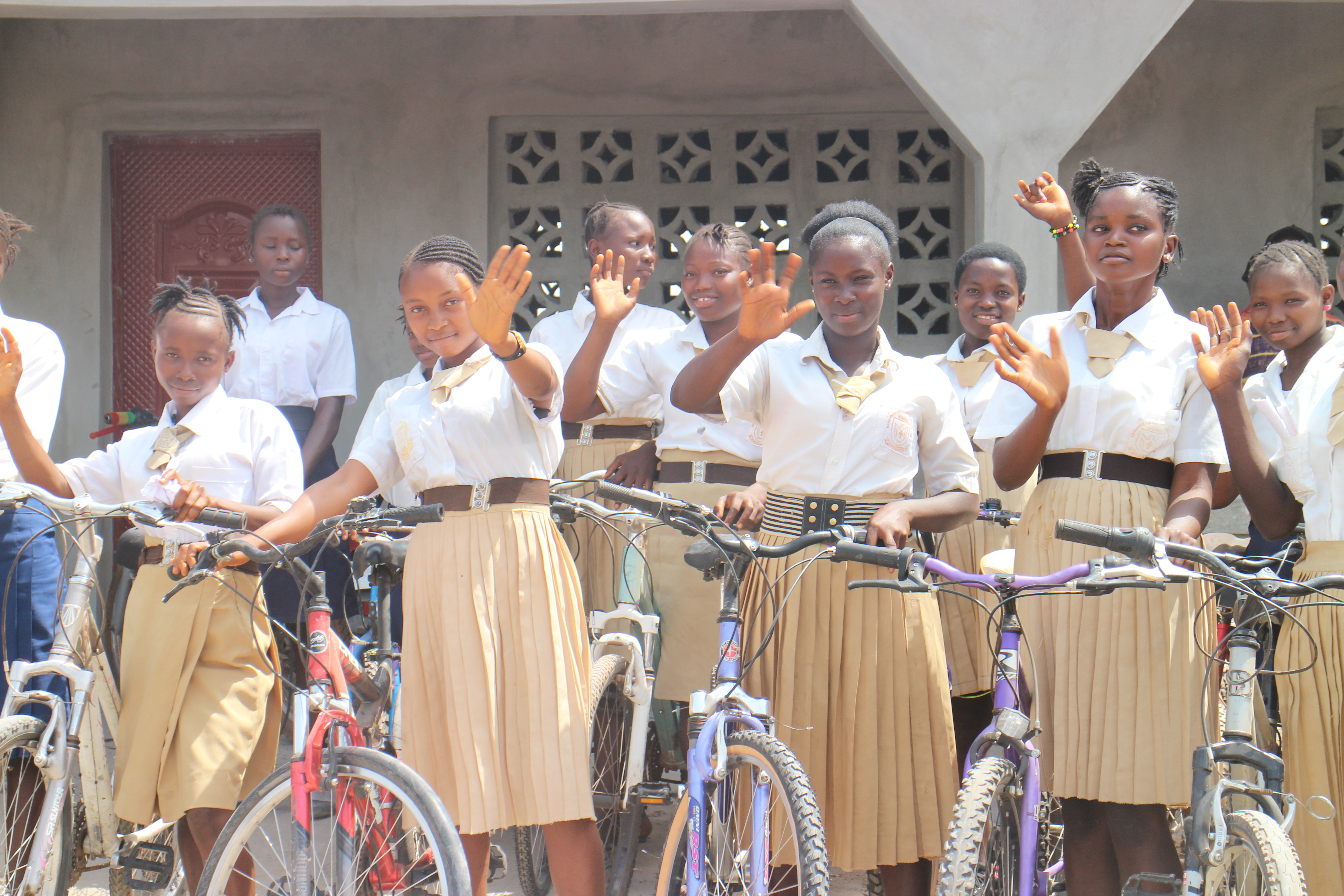
Пожертвование велосипедов для повышения уровня образования в сельской местности Камакви.

В этническом составе населения преимущественно принадлежит к народности лимба. Камакви это религиозно разнообразный город, поскольку в нём проживает большое количество как мусульман, так и христиан. Христиане Камакви в основном Веслианской церкви. В отличие от большей части севера Сьерра-Леоне, христианские миссионеры добились больших успехов в обращении многих местных жителей Камакви в христианство. Как и в большинстве частей Сьерра-Леоне наиболее распространенным языком в Бендугу является язык крио народности Креолы Сьерра-Леоне.
Основными видами экономической деятельности Камакви являются торговля и сельское хозяйство.
В Камакви есть пять начальных школ и пять средних школ (средняя школа Камакви Веслиан, исламская средняя школа, модельная средняя школа, средняя школа Святого Петра и средняя школа каждой нации). Также «Профессиональный центр Селла» (SEVOC) который поддерживается немецким фондом «Mahmoo e.V.»
Местная больница находится в ведении Веслианской церкви.
Благотворительная организация под названием We Yone Child Foundation-Sierra Leone работает в Камакви с беспризорными детьми, сиротами, женщинами, торговлей детьми, детьми, затронутыми ВИЧ/СПИДом, женщинами, молодёжью и другими уязвимыми детьми. Они помогают обеспечить основные потребности и предметы снабжения, программы развития навыков и возможностей для получения средств к существованию и приют в виде приюта для бездомных детей.